# مقاطعة كوس (أوريغون)
مقاطعة كوس (بالإنجليزية: Coos County)‏ هي إحدى مقاطعات ولاية أوريغون في الولايات المتحدة الأمريكية.